# Шуа Халацані
Шуа Халацані (груз. შუა ხალაწანი) — село в Грузії.
За даними перепису населення 2014 року в селі проживає 161 особа.